# Hab' ich nur Deine Liebe
Hab' ich nur Deine Liebe è un film del 1953 diretto da Eduard von Borsody. Ricostruisce in maniera romanzata alcuni episodi della biografia del compositore Franz von Suppé interpretato da Johannes Heesters, un cantante e attore olandese.

## Produzione
Il film fu prodotto dalla Schönbrunn-Film e dalla Österreichische Film GmbH (ÖFA). Venne girato a Vienna, negli studi dell'Atelier Sievering della Sascha Film.

## Distribuzione
Distribuito dalla Sascha Filmverleih, venne presentato in prima a Vienna il 15 dicembre 1953. In Germania fu distribuito dalla Kristall-Film GmbH, uscendo nelle sale cinematografiche tedesche il 17 dicembre 1953.